# 康拉德·馮·赫岑多夫

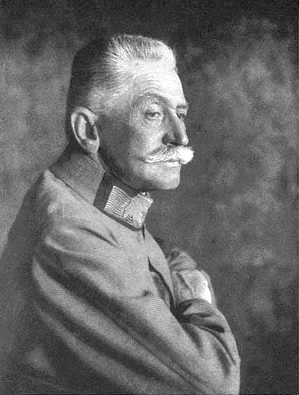
弗朗茨·康拉德·冯·赫岑多夫

法蘭茲·康拉德·馮·赫岑多夫伯爵（德語：Franz Graf Conrad von Hötzendorf，1852年11月11日—1925年8月25日）是一位奥地利陆军元帅，被認為是杰出的军事战略家，但同時也被認為戰術能力低落。赫岑多夫於第一次世界大战爆发时任奥匈帝国军队总参谋长，決策奧軍的戰略，在面對其主要敵人俄軍時屢屢敗北。
赫岑多夫出生于维也纳郊区，他的父亲是一名退休轻骑兵上校。
赫岑多夫1906年在王储斐迪南大公的推荐下任总参谋长，1917年由新皇帝卡尔一世免去总参谋长职务。1918年由男爵升为伯爵头衔。